# Chute d'eau d'Urach
 (25 mai 2016).
Le contenu est difficilement compréhensible vu les erreurs de traduction, qui sont peut-être dues à l'utilisation d'un logiciel de traduction automatique.

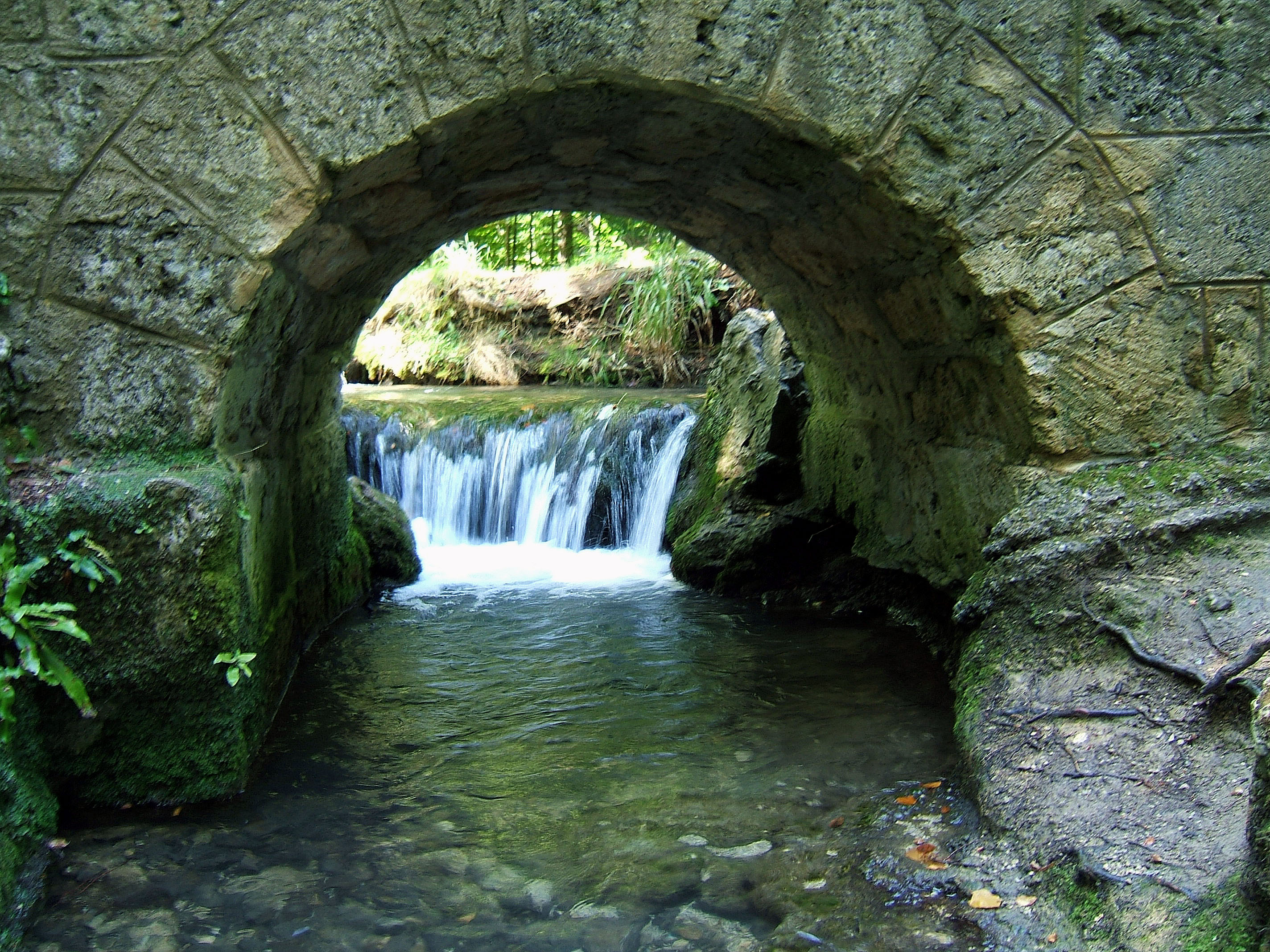
Pont sur le Brühlbach, au-dessus de la cascade.

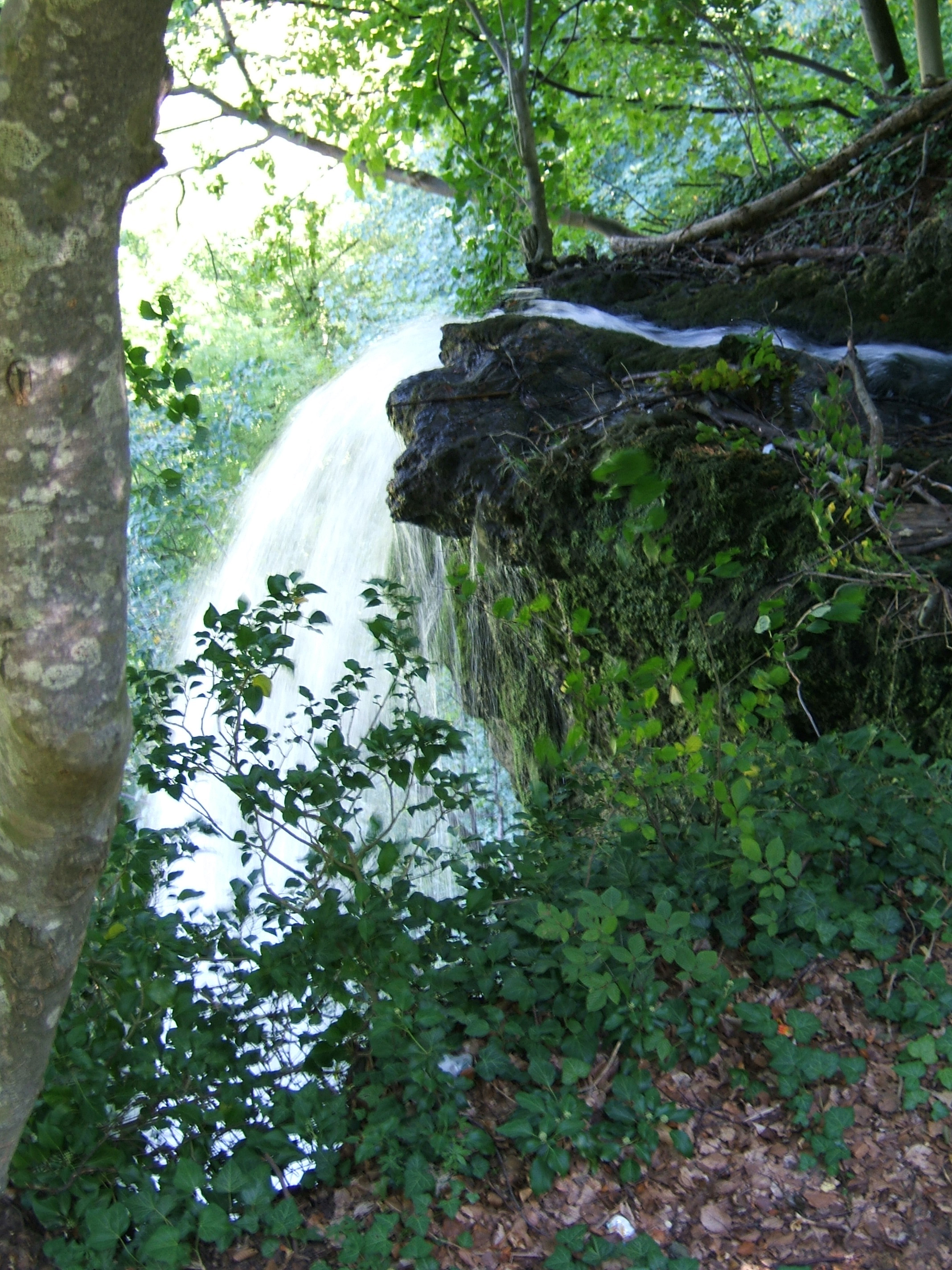
La cascade jaillissant au-dessus de l'avancée de tuf.

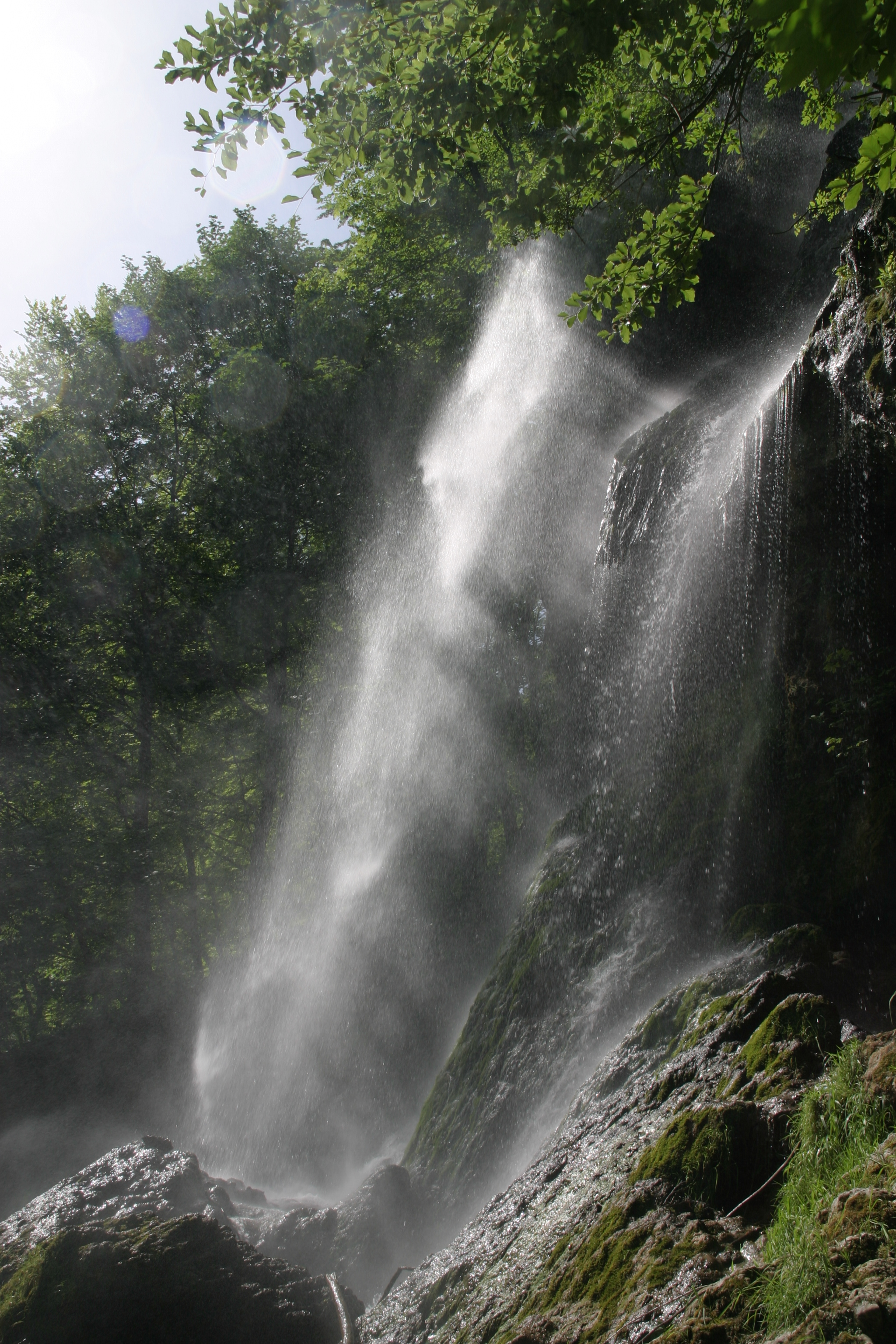
Brume d'eau dans le soleil.

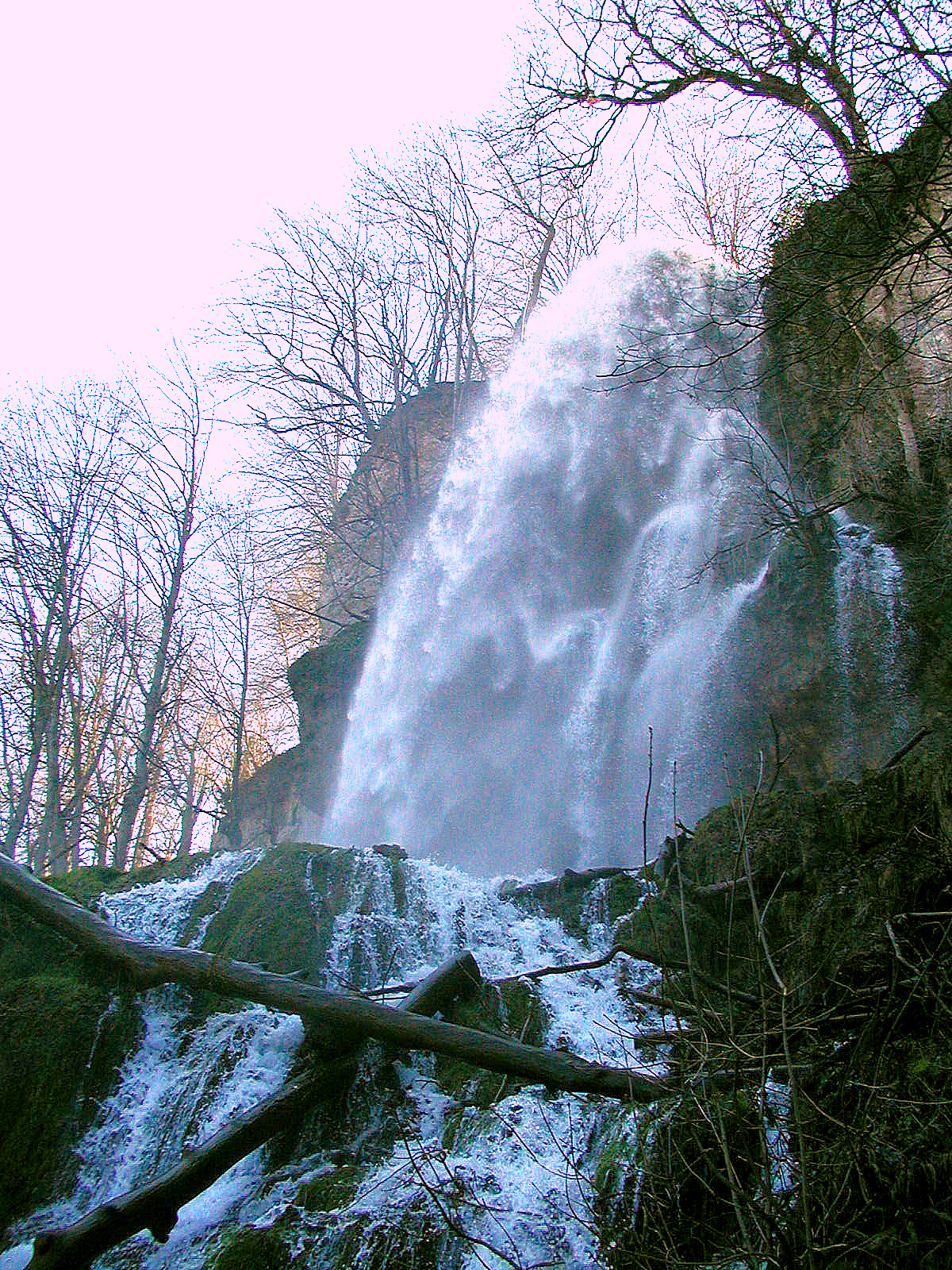
La chute d'eau durant la fonte des neiges.

La chute d'eau d'Urach, en allemand Uracher Wasserfall, se situe au sud de la ville de Bad Urach, dans le bassin de l'Erms (petite rivière se jetant dans le Neckar). Le torrent à l'origine de cette chute d'eau est appelé Brühlbach; il prend naissance sur le plateau du Jura souabe. Au bord du plateau du Jura souabe (Schwäbische Alb), le cours d'eau chute dans le vide sur 37 m avant de retomber sur un rocher calcaire (travertin) pour continuer à dégringoler le long de la paroi calcaire sur 50 m supplémentaires. En fonction du débit, le torrent forme différents bras qui se rejoignent au pied de la chute, puis il se jette dans le Maisental, un affluent de l'Erms.

## Origine et débit
La source est située à une altitude d'environ 623 m, et elle sort de terre à environ 4 km de Würtingen. Dans cette région de Würtingen, l'eau de pluie s'infiltre dans la roche calcaire. L'eau contient de l'acide carbonique (H2CO3) et s'enrichit en calcaire et en marne en s'infiltrant. C'est une source karstique et il lui faut entre 28 h et quelques jours pour émerger (la chute d'eau se situe non loin de la source).
Le débit varie en fonction des précipitations et de la saison. Il se situe entre 70 l/s (durant la période la plus sèche et l'été) et 420 l/s à la fonte des neiges, ou lors d'orages importants.

## Dépôt du calcaire

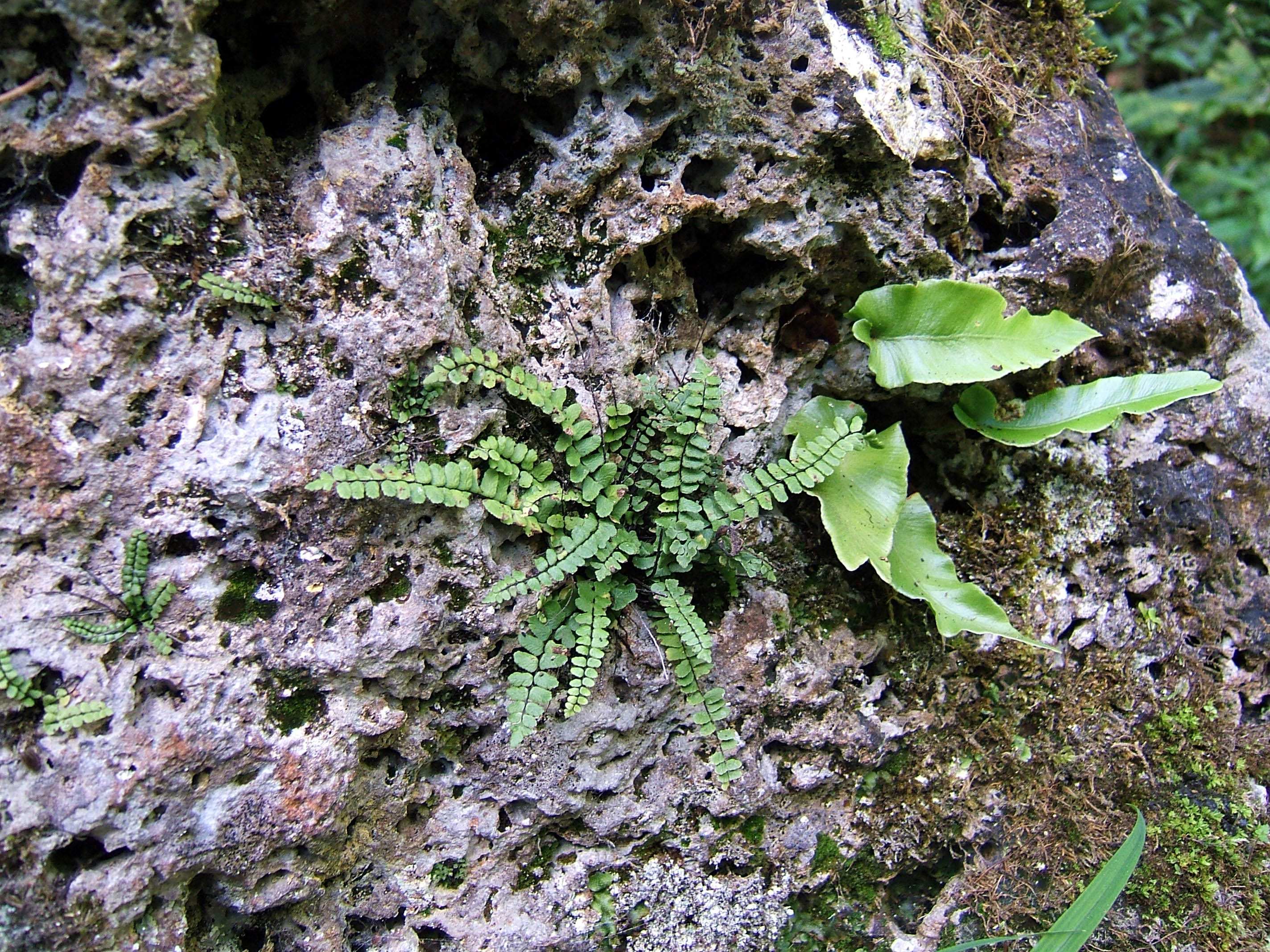
Fougère poussant sur le calcaire près de la cascade.

En sortant de terre, la source va déposer le calcaire accumulé. Il s'est ainsi formé un dépôt calcaire autour de la source, mais pas à l'intérieur du lit, ce qui explique la formation de « rigoles ». Le reste du calcaire est emporté et se dépose au bas de la chute pour former un tuf (rocher calcaire, ou travertin).
Au niveau de la chute d'eau se crée une avancée de tuf au-delà du bord de la falaise, qui s'agrandit avec le temps, et rompt régulièrement sous son propre poids à mesure qu'il grandit.

## État actuel
Au départ, l'eau rejoignait son lit en aval par plusieurs cascades. Le calcaire déposé par le torrent fut utilisé pour construire certains bâtiments, comme l'Amanduskirche de Bad Urach. Du côté droit de la chute d'eau un chemin a été aménagé qui permet de remonter jusqu'en amont de la chute. Au XIXe siècle, on trouvait au bord de la chute une maison de thé, aujourd'hui disparue.

## Particularités
Dans ses Poèmes et Lettres à ses amis, le poète Eduard Mörike évoque la chute d'eau, par exemple dans le poème Besuch in Urach (Visite à Urach). Il a aussi écrit ces quelques vers à son ami Johannes Mährlen pour décrire la chute :
“Ein Wasserfall, mein Freund

uns beiden wohlbekannt.

Wie manchmal standen wir davor

An ihm berauschend Aug und Ohr

Da wir noch andre Burschen waren...”
"Une chute d'eau, mon ami

bien connue de nous deux.

Comme parfois nous nous sommes tenus devant elle

Sur elle, des yeux et des oreilles enivrants

Comme nous étions déjà d'autres gars..."
Mentionnons aussi le cas de ce bouquetin, bientôt surnommé « Fritz », qui demeura durant un an aux environs de la chute. Il accompagnait les promeneurs, se laissant même parfois caresser. L'animal était très apprécié; il a été placé en juin 2006 dans le zoo Wilhelma de Stuttgart.

### Liens externes

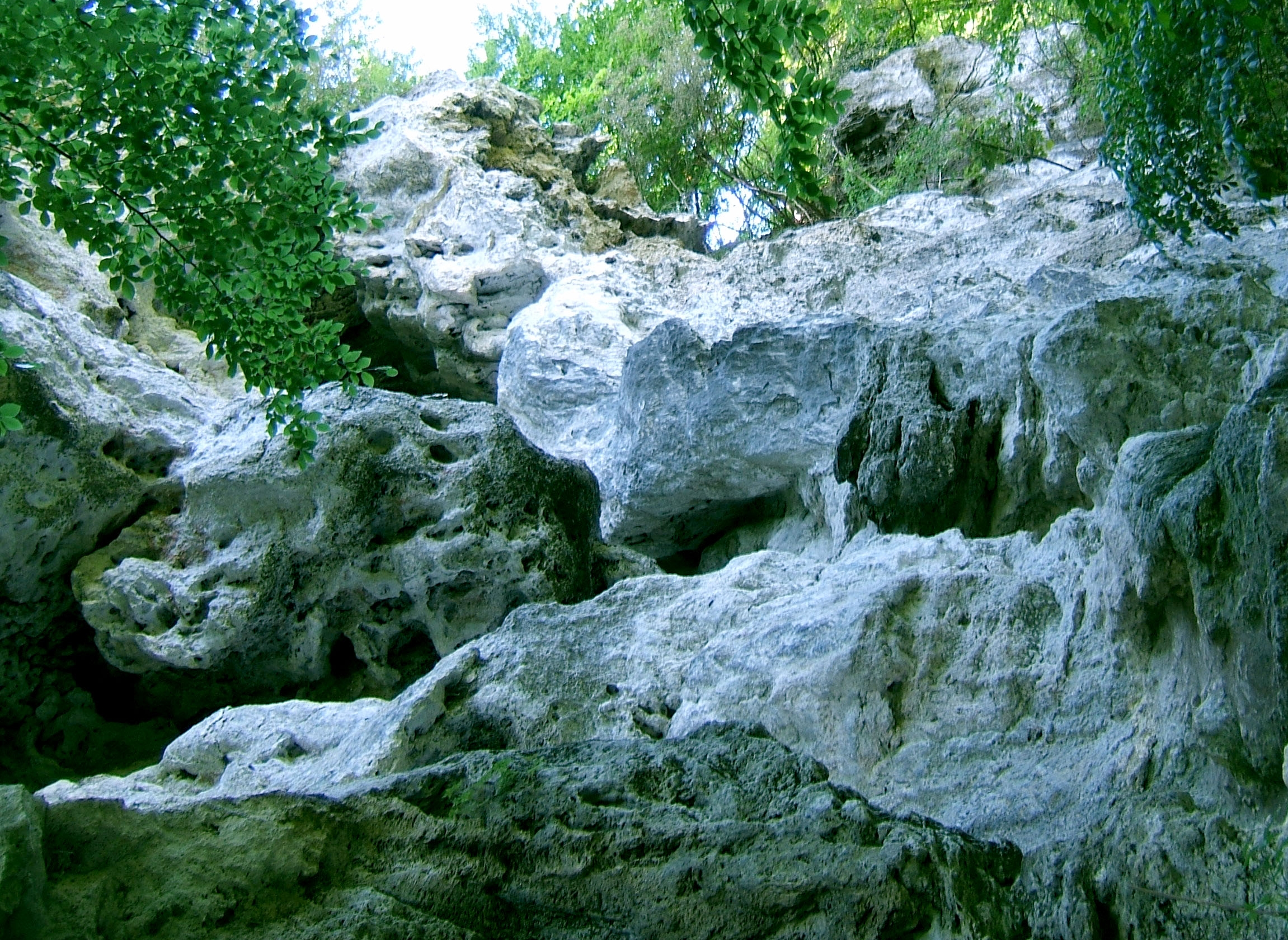
Concrétions de tuf dans les cascades.